# Drotrecogina alfa
A drotregogina ou drotregogina alfa  ativada é um fármaco utilizado como antifibrinolítico inibindo o inativador do plasminogénio. Tem também uma ação  anti-inflamatória.

## Propriedades
Este fármaco é um recombinante da Proteína C ativada humana composto de uma cadeia pesada e uma cadeia leve, ligados por uma ligação dissulfeto. 

## Indicações
Seu uso não é mais recomendado, já que não provou diminuir a mortalidade. Antes era usado para o tratamento de sepse grave e choque séptico. 